# 参謀長委員会

三軍軍章

参謀長委員会（Chiefs of Staff Committee、CSC）は、イギリス軍の最高幹部で構成され、軍事作戦関連の軍事問題、軍事作戦の準備及び実施に関する助言を提供する機関である。参謀総長委員会、参謀長会議、参謀総長会議などとも訳される。
国防全般を統括する国防参謀総長、国防参謀次長、各軍を統括する第一海軍卿兼海軍参謀総長、陸軍参謀総長、空軍参謀総長などから構成される。

## 歴史
参謀長委員会は当初、1923年に帝国国防委員会（CID）の小委員会として設立された。1939年に第二次世界大戦が勃発し、CIDが廃止されるまで、そのままの形で存続した。委員会の当初の構成は、三軍の専門的な責任者、第一海軍卿、陸軍参謀総長、空軍参謀総長であり、各軍の長が交代で委員長を務めた。

第二次世界大戦中、委員会は戦時内閣の小委員会であり、3人の軍務局長に加え、ヘイスティングス・イスメイ大将がセクレタリーを務めた。下部組織として、Joint Planning Staff、Joint Intelligence Committeeなども設置された。参謀長委員会は、戦時のイギリス軍全体の指揮に責任を負っていた。英米共同での決定が必要な場合、参謀長委員会の成員は連合参謀本部の一部を構成し、アメリカ統合参謀本部と合同で会議を行った。統合参謀本部はワシントンを拠点としていたため、殆どの期間、British Joint Staff Missionが代理で会議に出席していた。

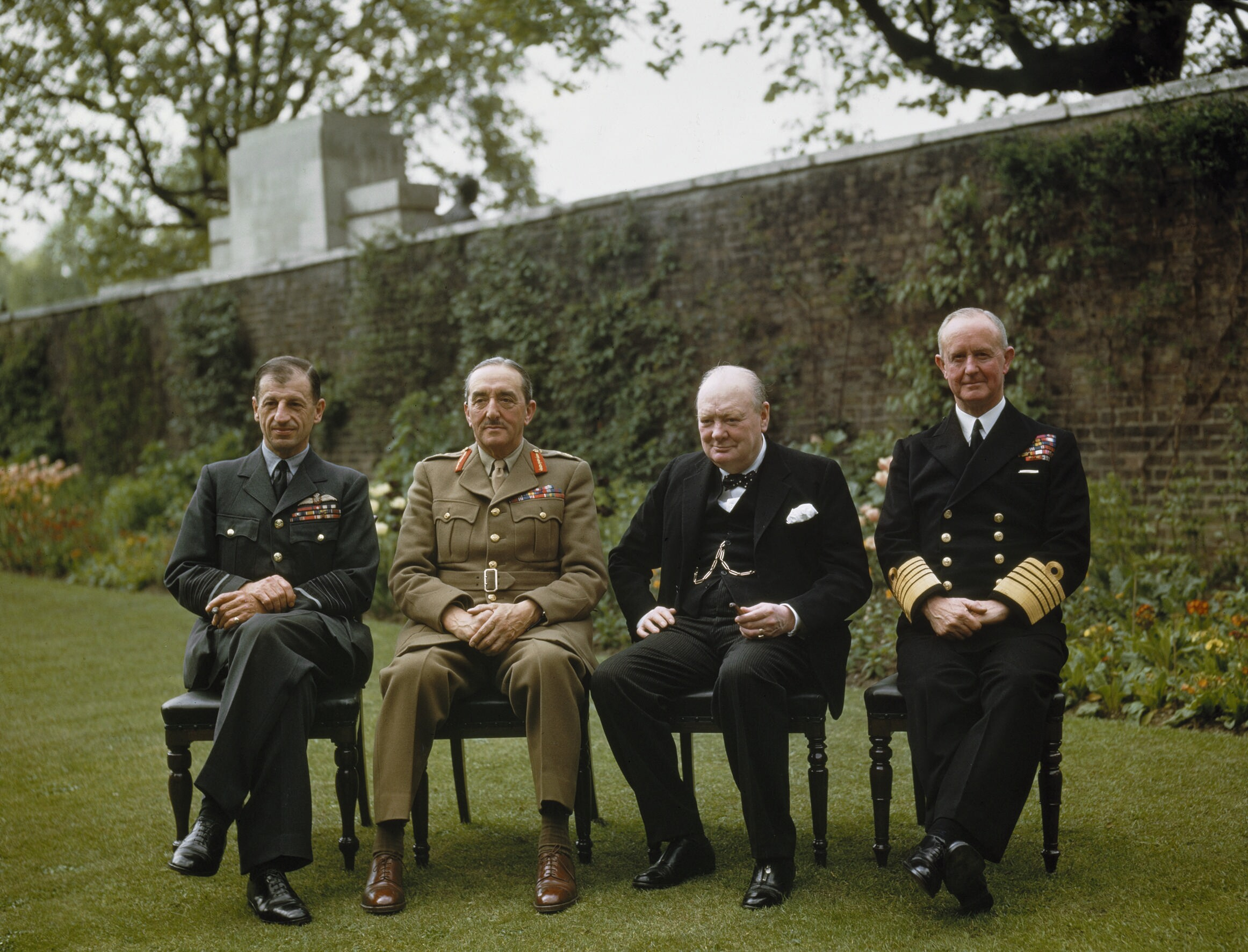
ウィンストン・チャーチルと海陸空軍参謀総長

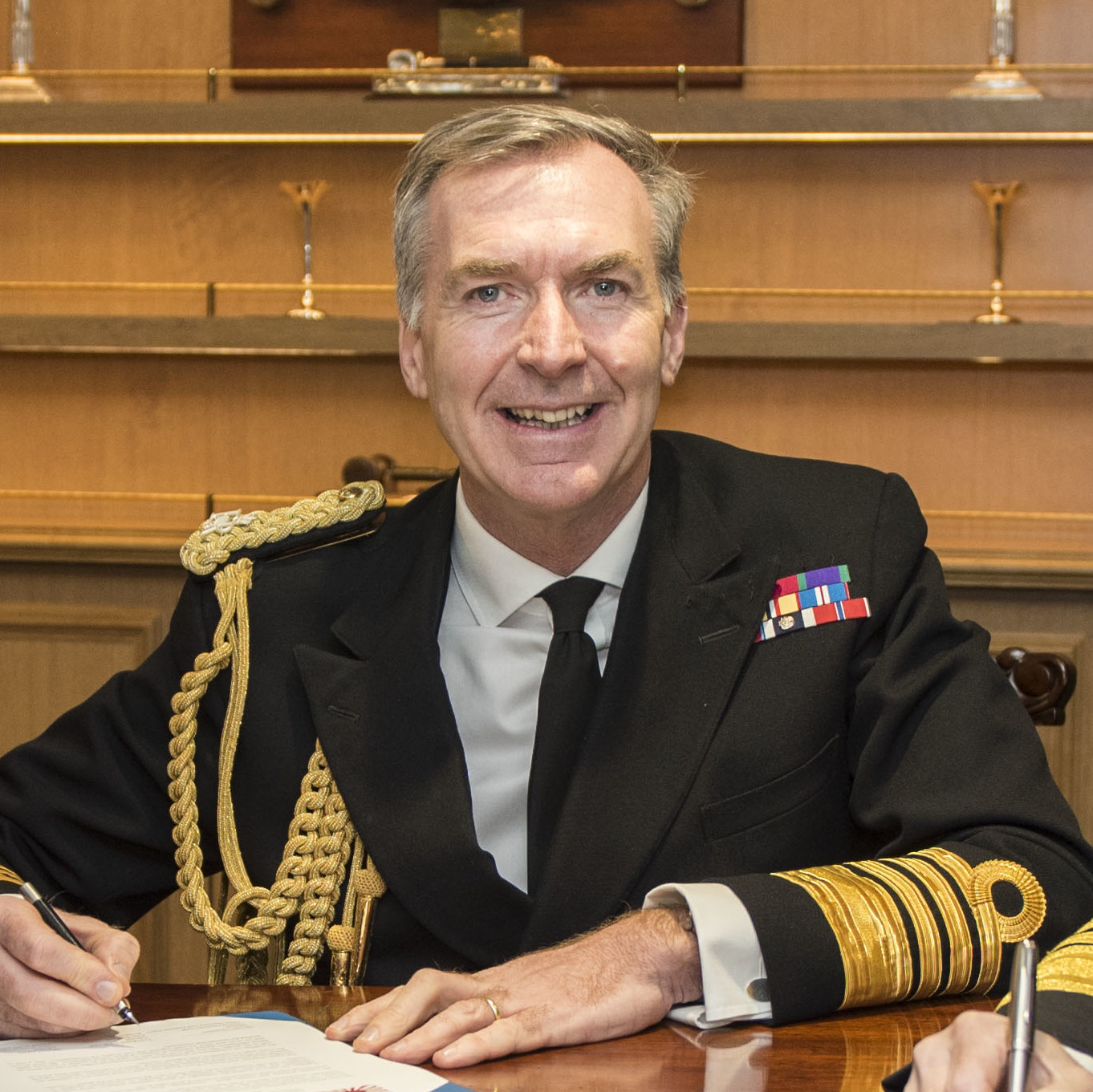
サー・トニー・レダキン海軍大将、第24代国防参謀総長

第二次世界大戦後、参謀長委員会は国防省に移管された。
1955年、政府は参謀長委員長（Chairman of the Chiefs of Staff Committee）の役職を設けることを決定した。この役職は1956年1月1日に誕生し、唯一の現職はウィリアム・ディクソン空軍元帥で、1959年1月1日に初代国防参謀総長に就任するまで務めた。ディクソン元帥は1959年1月1日に初代国防参謀総長に就任するまで務めた。1964年、「Chief of the Imperial General Staff」が廃止され、「Chief of the General Staff」となった。ただし、前者と後者は共に陸軍参謀総長と訳される。以降のその他の主要な変更点として、参謀総長の補佐役として国防参謀次長が任命されたことと、Joint Forces Command（後に戦略軍 Strategic Command）司令官が委員に加わったことが挙げられる。

### 上級下士官顧問（Senior Enlisted Advisor）
2018年11月1日から参謀長委員会上級下士官顧問が任命され、その他階級の意見について委員会に助言を提供する。

## 成員
参謀長委員会
| 役職                                                                 | 写真 | 氏名                                                                | 任命       | 軍種           | Command Flag |
| -------------------------------------------------------------------- | ---- | ------------------------------------------------------------------- | ---------- | -------------- | ------------ |
| 国防参謀総長 Chief of the Defence Staff (Chair)                      |      | サー・トニー・レダキン海軍大将 Admiral Sir Tony Radakin             | 2021年11月 | イギリス海軍   |              |
| 国防参謀次長 Vice-Chief of the Defence Staff (Vice-Chair)            |      | グウィン・ジェンキンス海兵大将 General Gwyn Jenkins                 | 2022年8月  | イギリス海兵隊 |              |
| 第一海軍卿兼海軍参謀総長 First Sea Lord and Chief of the Naval Staff |      | サー・ベン・キー海軍大将 Admiral Sir Ben Key                        | 2021年11月 | イギリス海軍   |              |
| 陸軍参謀総長 Chief of the General Staff                              |      | サー・パトリック・サンダース陸軍大将 General Sir Patrick Sanders    | 2022年6月  | イギリス陸軍   |              |
| 空軍参謀総長 Chief of the Air Staff                                  |      | リチャード・ナイトン空軍大将 Air Chief Marshal Sir Richard Knighton | 2023年6月  | イギリス空軍   |              |
| 戦略軍司令官 Commander, Strategic Command                            |      | サー・ジェームズ・ホッケンハル陸軍大将 General Sir James Hockenhull | 2022年5月  | イギリス陸軍   |              |